# The One Thing
The One Thing é um álbum de estúdio do músico, cantor e compositor estadunidense Michael Bolton, lançado em 1993.

## Faixas
1. "Said I Loved You...But I Lied" (5:05)
2. "I'm Not Made of Steel" (5:11)
3. "The One Thing" (5:09)
4. "Soul of My Soul" (5:42)
5. "Completely" (4:25)
6. "Lean On Me" (5:20)
7. "Ain't Got Nothing If You Ain't Got Love" (5:04)
8. "A Time For Letting Go" (5:38)
9. "Never Get Enough of Your Love" (5:06)
10. "In the Arms of Love" (4:47)
11. "The Voice of My Heart" (faixa bonus na versão do Reino Unido) (4:47)

## Desempenho nas paradas

### Álbum
| Paradas (1993) | Melhor posição |
| -------------- | -------------- |
| Billboard 200  | 3              |

### Singles
| Ano  | Single                                    | Parada             | Posição |
| ---- | ----------------------------------------- | ------------------ | ------- |
| 1993 | "Said I Loved You...But I Lied"           | Adult Contemporary | 1       |
| 1993 | "Said I Loved You...But I Lied"           | Adult Contemporary | 1       |
| 1993 | "Said I Loved You...But I Lied"           | Rhythmic Top 40    | 37      |
| 1993 | "Said I Loved You...But I Lied"           | Rhythmic Top 40    | 40      |
| 1993 | "Said I Loved You...But I Lied"           | Billboard Hot 100  | 6       |
| 1993 | "Said I Loved You...But I Lied"           | Top 40 Mainstream  | 8       |
| 1994 | "Ain't Got Nothing If You Ain't Got Love" | Adult Contemporary | 13      |
| 1994 | "Ain't Got Nothing If You Ain't Got Love" | Top 40 Mainstream  | 22      |
| 1994 | "Completely"                              | Adult Contemporary | 9       |
| 1994 | "Completely"                              | Billboard Hot 100  | 32      |
| 1994 | "Completely"                              | Top 40 Mainstream  | 36      |